# Achlya flavicornis
Achlya flavicornis là một loài bướm đêm thuộc họ Drepanidae. Nó được tìm thấy ở châu Âu.
Sải cánh dài 35–40 mm. Chiều dài cánh trước là 17–20 mm. Con trưởng thành bay từ tháng 2 đến tháng 4 tùy theo địa điểm.
Ấu trùng ăn bạch dương.

## Hình ảnh

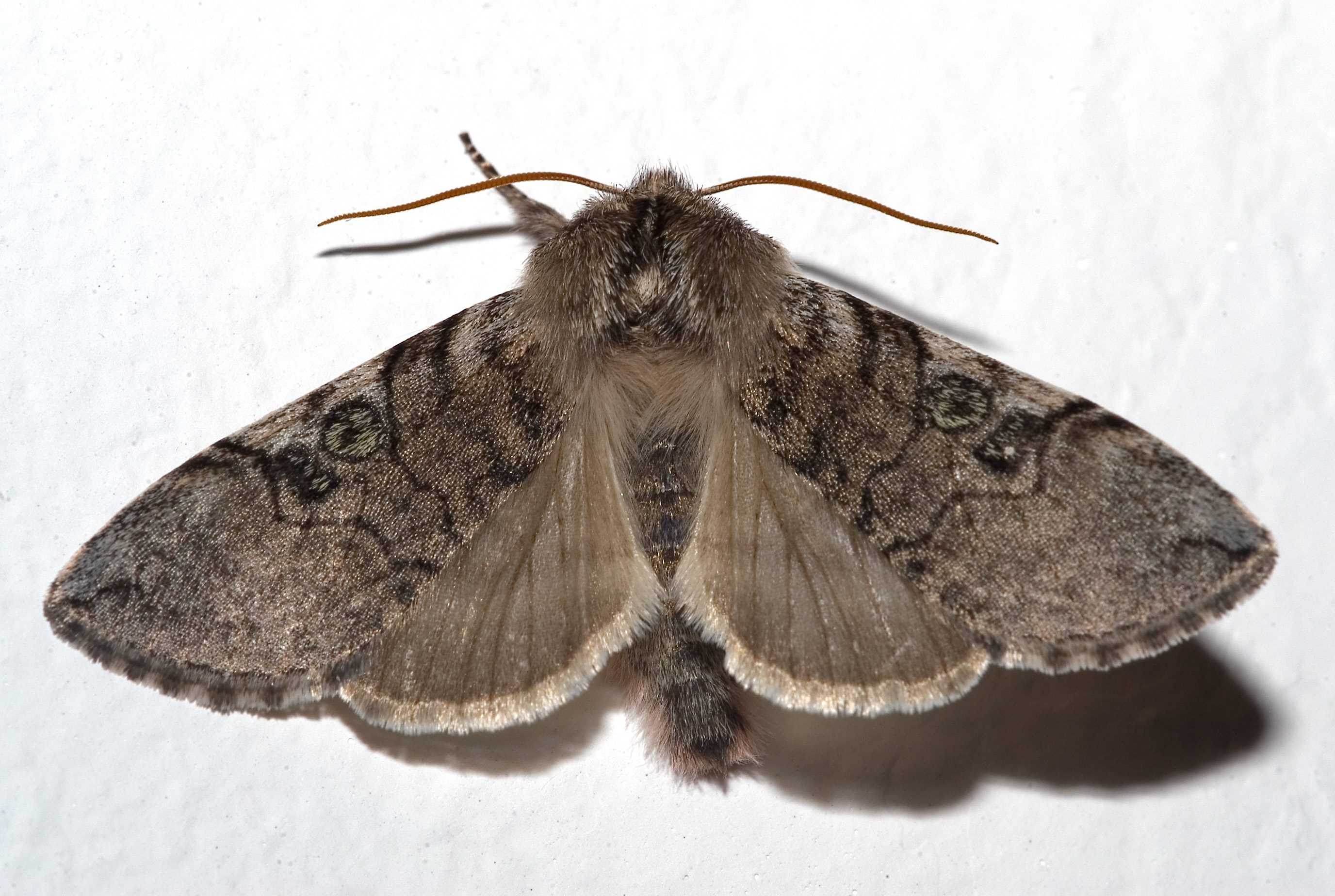
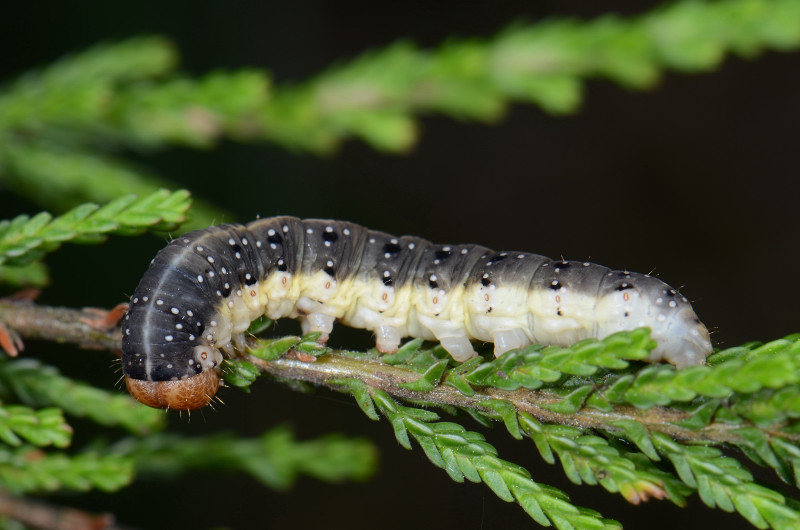
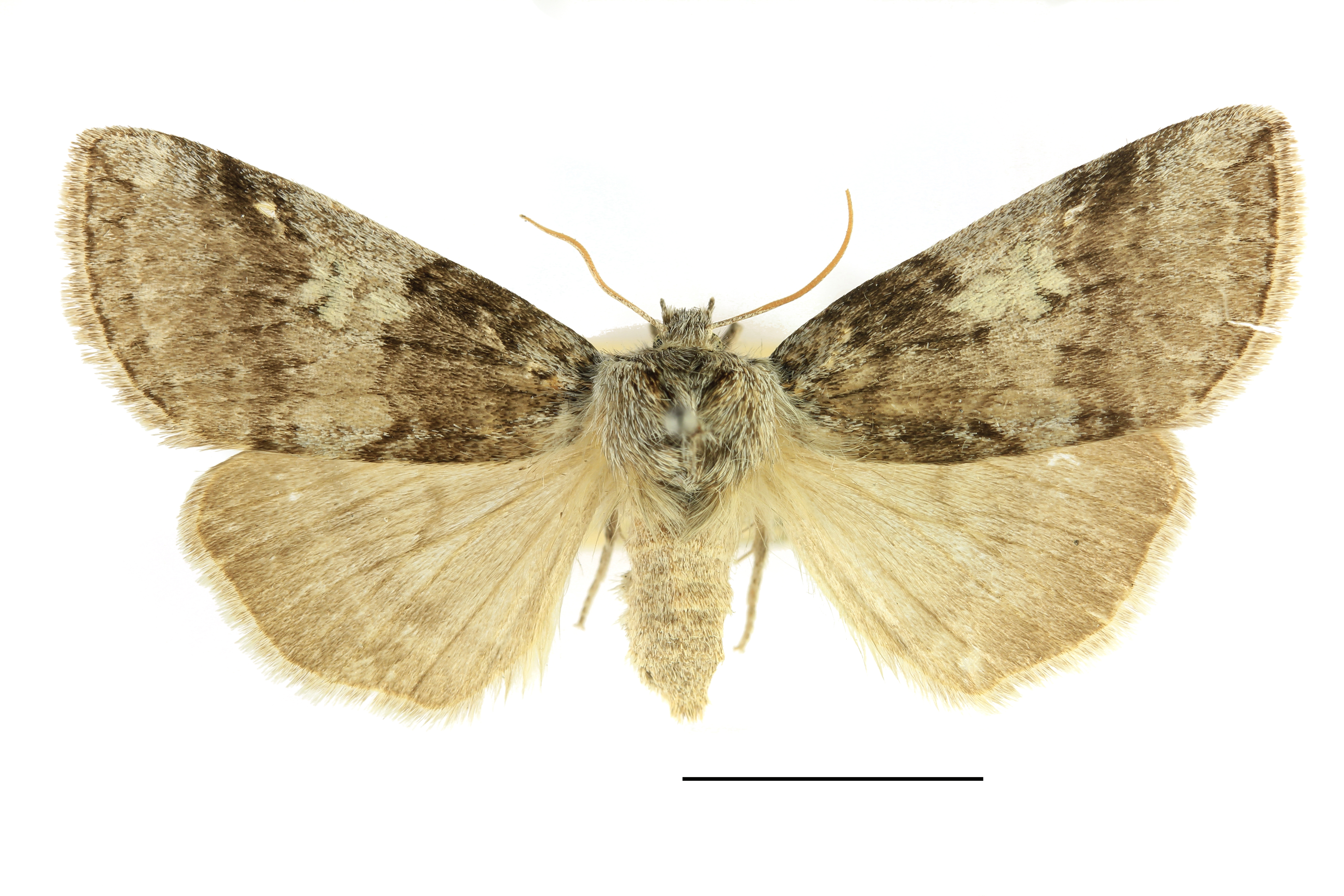
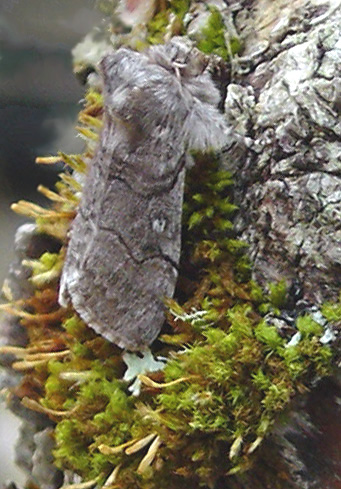